# Drew McConnell
Drew McConnell (ur. 10 listopada 1978) jest basistą brytyjskiego zespołu rockowego Babyshambles, grupy założonej przez  Pete'a Doherty'ego. Przedtem grał w zespole Elviss, teraz udziela się również w grupie The Phoenix Drive, a także pisze i nagrywa materiał solowy, dostępny głównie na jego stronie w serwisie MySpace. McConnell wspiera akcję "Love Music Hate Racism".